# Елленбург (Нью-Йорк)
Елленбург (англ. Ellenburg) — місто (англ. town) в США, в окрузі Клінтон штату Нью-Йорк. Населення — 1842 особи (2020).

## Демографія
Згідно з переписом 2010 року, у місті мешкали 1743 особи в 715 домогосподарствах у складі 499 родин. Було 1015 помешкань
Расовий склад населення:
| - 98,2 % — білих - 0,3 % — корінних американців - 0,3 % — азіатів - 0,1 % — чорних або афроамериканців |

До двох чи більше рас належало 1,0 %. Частка іспаномовних становила 0,7 % від усіх жителів.
За віковим діапазоном населення розподілялося таким чином: 22,0 % — особи молодші 18 років, 62,6 % — особи у віці 18—64 років, 15,4 % — особи у віці 65 років та старші. Медіана віку мешканця становила 42,8 року. На 100 осіб жіночої статі у місті припадало 102,2 чоловіків;  на 100 жінок у віці від 18 років та старших — 96,4 чоловіків також старших 18 років.
Середній дохід на одне домашнє господарство  становив 59 093 долари США (медіана — 52 150), а середній дохід на одну сім'ю — 62 726 доларів (медіана — 60 179). Медіана доходів становила 46 477 доларів для чоловіків та 39 427 доларів для жінок. За межею бідності перебувало 14,4 % осіб, у тому числі 18,7 % дітей у віці до 18 років та 9,7 % осіб у віці 65 років та старших.
Цивільне працевлаштоване населення становило 761 особа. Основні галузі зайнятості: освіта, охорона здоров'я та соціальна допомога — 23,5 %, публічна адміністрація — 13,0 %, виробництво — 11,8 %.